# Chambain
Chambain é uma comuna francesa na região administrativa da Borgonha-Franco-Condado, no departamento de Côte-d'Or. Estende-se por uma área de 9 km². Em 2010 a comuna tinha 23 habitantes (densidade: 2,6 hab./km²).